# Der wankende Glaube
Der wankende Glaube ist ein einstündiges deutsches Stummfilmmelodram aus dem Jahre 1913 von Curt A. Stark mit seiner Ehefrau Henny Porten in der Titelrolle. Die männliche Hauptrolle übernahm Harry Liedtke.

## Handlung
Margarete ist eine herzensgute junge Frau. Als ihr Verlobter Curt von Somnitz sie schmählich im Stich lässt und in die weite Welt hinauszieht und dann auch noch durch einen fingierten Unglücksfall seinen eigenen Tod vortäuscht, bricht er damit Margaretens Herz. Die junge Frau wird daraufhin Krankenpflegerin und kümmert sich im Hospital um den verwitweten Oberst von Wangenheim. Für beide ist diese Begegnung von entscheidender Bedeutung, denn man beginnt sich trotz des beträchtlichen Altersunterschieds ineinander zu verlieben. Sie heiraten, und auch die Kinder, der erwachsene Sohn Horst, ein Marinefähnrich, und die noch minderjährige Tochter, akzeptieren die neue Frau an des Vaters Seite. Eines Tages führt Horst einen guten Freund im Haus des Obersten ein. Margarete ist entsetzt: es handelt sich dabei um den totgeglaubten Charakterschuft Curt, der sogleich nichts Besseres im Sinne hat, als seine Ehemalige, die mittlerweile verehelichte Frau Oberst, heftig zu umgarnen. 
Margarete bleibt sittsam und standhaft und lässt sich auf den Spätheimkehrer kein zweites Mal ein. Horst bemerkt jedoch seit dieser verhängnisvollen Begegnung eine Veränderung im Wesen seiner Stiefmutter. Daraufhin bedrängt Horst Margarete, ihm zu sagen, was der Grund für ihre Veränderung sei. In einer intim anmutenden Situation der beiden betritt der alte Oberst den Raum und missversteht die Lage. Sein Glaube an die Treue seiner Gattin beginnt zu wanken, und der Oberst macht Margarete bittere Vorwürfe, droht angesichts mutmaßlichen Fremdgehens sogar mit Scheidung. Tief betroffen will Margarete das Haus verlassen. Währenddessen plant Horst, seinen Freund Curt zur Rede zu stellen, und zwischen den beiden kommt es zu einem Duell. Horst geht aus diesem siegreich hervor, und der alte Oberst von Wangenheim erfährt von den Hintergründen, die zu seinem wankenden Glauben führten. Dem kleinen Kind des Obersten zuliebe ist Margarete bereit, zu Heim und Herd zurückzukehren. 

## Produktionsnotizen
Der wankende Glaube entstand Mitte 1913 in dem Messter-Film-Atelier in Berlins Blücherstraße Nr. 32, passierte die Filmzensur am 21. Juli desselben Jahres und wurde am 26. September 1913 uraufgeführt. Der Streifen hatte eine Länge von 1126 Metern, verteilt auf drei Akte. 

## Kritik
In Wiens Kinematographischer Rundschau heißt es: „In … “Der wankende Glaube” zeigt sich uns Henny Porten wieder in ihrer ganzen künstlerischen Großartigkeit und Natürlichkeit. (...) Diese Szenen … interessieren vom Anfang bis zum Ende durch ein außerordentlich fein nuanciertes Spiel sämtlicher Mitwirkenden, fassen den Zuschauer tief ans Herz und erhalten ihn in einer tiefen Ergriffenheit … Die Inszenierung zeigt Ausstattungsfeinheiten von idealem Geschmack und machen den Film zu einem äußerst wirksamen Kinostücke.“